# Withius fuscus
Espèce
Withius fuscus est une espèce de pseudoscorpions de la famille des Withiidae.

## Distribution
Cette espèce est endémique du Kenya. Elle se rencontre vers Machakos.

## Publication originale
- Mahnert, 1988 : Die Pseudoskorpione (Arachnida) Kenyas. Familien Withiidae und Cheliferidae. Tropical Zoology, vol. 1, no 1, p. 39-89 (texte intégral).